# La Kreule Military Cemetery
Le cimetière « La Kreule Military Cemetery » est un cimetière de la Première Guerre mondiale situé à Hazebrouck (Nord).

## Victimes
| Pays           | Victimes |
| -------------- | -------- |
| Royaume-Uni    | 455      |
| Canada         | 2        |
| Australie      | 78       |
| Afrique du Sud | 41       |
| Allemagne      | 12       |
| France         | 1        |
| Total          | 512      |

L'adjudant Henri Louis Joseph Renault est le seul soldat français inhumé au cimetière britannique de la Kreule Hazebrouck (carré 1 rang E tombe 1). Né le 9 décembre 1889 à Chartres-de-Bretagne (Ille-et-Vilaine) - Fils de Louis Jean Marie Renault de profession mineur, décédé le 15 décembre 1894 à Chartres-de-Bretagne et d'Anne Marie Modeste Bertin décédée avant 1910 - Avant son engagement, Henri Renault était boulanger, pâtissier et aussi cuisinier à Sainte-Escobille (Seine-et-Oise) - Immatriculé no 973 au recrutement de Rennes classe 1909 - Engagé volontaire pour trois ans au 27e bataillon de chasseurs alpins, le 17 septembre 1910 - Nommé caporal en octobre 1912 - Prévôt d'escrime, le 23 mai 1913 - Rengagé pour 2 ans, le 4 septembre 1913 - Nommé caporal moniteur d'escrime à l'École polytechnique par décision ministérielle du 27 octobre 1913 - Affecté au 4e régiment de marche de Zouaves lors de la mobilisation générale du 2 août 1914 - Le 17 septembre 1914, blessé au combat à Craonne (Aisne) par cinq balles de mitrailleuses et a rejoint le front volontairement à peine guéri - Nommé sergent, le 25 novembre 1914 - Une citation à l'ordre de l'armée en juin 1915 - Croix de Guerre avec palme, médaille militaire et une citation à l'ordre de l'armée (J.O du 21 janvier 1916) - Promu adjudant, le 19 mars 1916 - Blessé à Maurepas le 20 juillet 1916 et dirigé vers l'hôpital d'évacuation no 109 du 21 juillet au 15 août 1916, vers l'hôpital no 44 de Falaise du 19 août au 9 octobre 1916 vers l'hôpital de physiothérapie de Morlaix du 3 novembre au 24 novembre 1916, vers l'hôpital Saint-Louis à Paris du 24 mars au 3 mai 1917 et ensuite vers l'hôpital militaire Villemin du 3 au 4 mai 1917 avant de rejoindre son corps - Détaché le 16 août 1917 au 1er groupe d'aviation aéronautique militaire comme élève pilote - Moniteur de l'école militaire d'aviation d’Étampes durant 4 mois - Affecté au 2° Groupe d'Aviation Escadrille SPA 86, lors d'une patrouille, son SPAD S.VII a été abattu par erreur par un tir australien entre Bailleul et Hazebrouck, le 8 mai 1918 et le pilote français a été tué - Son avion s'est écrasé sur le territoire de la commune de Bray-Dunes (59) entre Dunkerque et La Panne (Belgique) - Une citation à l'ordre de l'armée, à titre posthume, en date du 7 juin 1918 : « l'adjudant provenant de l'infanterie où il a toujours fait preuve des plus belles qualités de courage et de dévouement, ce pilote a rendu les plus précieux services au cours des récentes opérations, a trouvé une mort glorieuse au cours d'une patrouille de combat - Mort pour la France ».